# Melymacra
Melymacra is een geslacht van wantsen uit de familie van de Miridae (blindwantsen). Het geslacht werd voor het eerst wetenschappelijk beschreven door Michael D. Schwartz in 2004.

## Soorten
Het genus bevat de volgende soorten:

- Melymacra apicalis (Van Duzee, 1916)
- Melymacra knighti (Schwartz, 2004)